# Pepe Cipolla
Giuseppe «Pepe» Cipolla (Nápoles, 1 de enero de 1948-Lima, 16 de abril de 1992) fue un cantante de nueva ola peruano, de origen italiano. Llegó de niño al Perú destacando como cantante y actor de telenovelas.

## Biografía
Nació el 1 de enero de 1948 en Nápoles y llegó al Perú siendo un niño. Empezó su carrera en El club de los niños, del Tío Juan, en América TV.
En 1963, logra su primer éxito en el programa Cancionísima, conducido por Pablo de Madalengoitia, a través de Panamericana Televisión, cantando el tema de Sergio Murillo «La balada del hombre sin rumbo». Luego firmaría contrato con la disquera Odeón y siendo el más joven integrante de esta generación de nueva oleros peruanos. Con esta casa discográfica, grabó los temas «Carolina, bésame», «Escalera al cielo», «Te daré platita» y «Marisa». Luego pasó al programa El clan del 4, programa presentado por un joven Rulito Pinasco. En 1968, con una imagen más roquera, se empieza a presentar con el grupo Los Cuervos, con quienes graba el LP titulado Pepe Cipolla y Los Cuervos. También lanzaría su disco como solista donde muchos consideran que oscila entre la nueva ola, el rock and roll y el garage rock en Perú en los sesenta, pues en los temas «Calla» y «Los muchachos del shake» contó con el apoyo de Los Shain's y el resto de temas eran acompañamientos de la banda de Eulogio Molina.
Tras pasar la fiebre de la nueva ola, se destacaría como actor de teatro y también participando en varias telenovelas. 
En 1985, participaría en la telenovela La casa de enfrente, junto con otros actores como Pilar Brescia Álvarez, Amelia Bence, Melanie Frayssinet, entre otros, donde sería el galán de la novela.
A fines de los 80, se alejó de los escenarios, afectado por un cáncer máxilo-facial que ocasionó su muerte en abril de 1992.

## Discografía
Sencillos
- «Te dare platita» / «Chiquillas» (junto con sus Hully Gully's, Odeón/Iempsa)

Álbumes de estudio
- Nueva ola con Pepe Cipolla (Odeón/Iempsa, 1964)
- Pepe Cipolla (Odeón/Iempsa, 1967, con Los Shain's y la Orquesta de Eulogio Molina)
- Pepe Cipolla y Los Cuervos (Odeón/Iempsa, 1968)